# Rychlá půjčka
Jako rychlá půjčka bývá často označována půjčka, která je expresně vyřízena do několika hodin. Takovou půjčku poskytují zpravidla nebankovní instituce, jelikož banky požadují takové množství dokumentů, že rychlé vyřízení půjčky není možné. Rychlá půjčka může pomoci lidem v tísni, kteří potřebují peníze okamžitě. 
O rychlou půjčku může požádat každá osoba starší 18 let se způsobilostí právně jednat. Dále se musí takový žadatel prokázat platným průkazem totožnosti (většinou se vyžadují dva, někdy jen jeden). Překážkou ve schvalování půjčky může být insolvence, či jiné předlužení.
Od 1. prosince 2016 je zaveden nový zákon upravující poskytnutí úvěrů, který se vztahuje i na mikropůjčky, avšak stále se na trhu najde i nějaký podvodník. U jednoho z poskytovatelů půjček testovaných v roce 2017 klient zaplatil místo půjčených 300 korun po 90 dnech téměř 10 tisíc korun. Proto je nevyhnutelné si před odesláním žádosti o půjčku přečíst celé obchodní podmínky poskytovatele.  Ve druhé polovině června 2017, Poradna pro finanční tísni testovala 26 poskytovatelů mikropůjček. Z testu vyplynulo, že jen 5 z prověřovaných  subjektů uvádí všechny povinné informace (obchodní podmínky, ceník...). 
Proti rychlým půjčkám začal boj i vyhledávač Google. Vyhledávač začal cenzurovat reklamy na krátkodobé půjčky, což ztížilo získání online klientů. Google svůj krok vysvětlil tím, že krátkodobé půjčky obvykle znamenají neúnosně vysoké splátky i úroky. Funkci rychlých půjček pro nákup zboží také nahrazují některé typy finančních produktů - například odložená platba Twisto nebo Skip Pay, které se ve svých kampaních vůči rychlopůjčkám vymezují. A to i přesto, že v rámci svého skóringu právě žadatele typické pro rychlopůjčky vyřazují.

## Parametry rychlé půjčky
Rychlá půjčka bývá obvykle poskytována v rozmezí 500 Kč - 4500 Kč. Splatnost si klienti mohou nastavit od 1 dne až do 30 dnů. Tuto půjčku lze použít na cokoliv a proto ji hodně žadatelů využívá v případě nečekaných výdajů, např. týden před výplatou. Žádost o půjčku lze většinou podat online z pohodlí domova a zpravidla bývá zpracována do několika minut, což zvyšuje jejich popularitu. V roce 2016 byl celkový objem poskytnutých úvěrů 221 miliard, přičemž každý pátý úvěr byl osobní půjčka (rychlá půjčka).

## Průběh rychlé půjčky
Průběh rychlé půjčky popisují některé instituce[kdo?] v následujících třech krocích:
1. Vyplnění žádosti a její odeslání online (při vyplňování žádostí byste se měli vyvarovat těchto chyb: neprověříte si společnost, u které se chcete zadlužit, nesrovnáte si nabídky, ale vezmete hned první, v žádosti uvedete nepravdivé údaje )[4]
2. Na základě zadaných údajů, ověří poskytovatel bonitu žadatele a dále vytvoří nabídku s konkrétními podmínkami úvěru[5]

1. Po schválení a podpisu smlouvy jsou peníze odeslány na bankovní účet nebo poštovní poukázkou

## Možnosti výplaty rychlé půjčky
Většina půjček se vyplácí bankovním převodem, ovšem o víkendu a o svátcích, kdy banky převody neuskutečňují je lepší zvolit poskytovatele, který půjčky vyplácí v hotovosti. Nejčastějšími variantami výplaty rychlé půjčky bývají:
1. převod peněz na účet – jeden z nejčastějších způsobů vyplácení půjček, některé úvěrové společnosti ani jinou možnost nenabízí
2. v hotovosti na pobočce – v hotovosti jsou často vypláceny půjčky od bankovních institucí
3. v hotovosti od obchodního zástupce – v těchto případech jsou peníze dovezeny až domů
4. v hotovosti v trafice či na benzínce